# Хачанов, Карен Абгарович
Каре́н Абга́рович Хача́нов (род. 21 мая 1996, Москва) — российский теннисист; серебряный призёр Олимпийских игр 2020 года в одиночном разряде; победитель восьми турниров ATP (из них семь в одиночном разряде); обладатель Кубка Дэвиса 2021 года в составе сборной России; бывшая восьмая ракетка мира в одиночном разряде. Заслуженный мастер спорта России (2021).

## Общая биография
Начал играть в теннис в возрасте трёх лет в детском саду. Его отец Абгар играл в волейбол на высоком уровне, а позже занялся медициной, мать Наталья также изучала медицину. Имеет армянское происхождение по отцу и русско-армянское по матери. У Карена есть сестра Маргарита и брат Георгий. В апреле 2016 года женился на своей подруге Веронике Шкляевой, с которой познакомился, когда они ещё были детьми. В сентябре 2019 года в их семье родился сын Давид.
Его кумирами в детстве были Марат Сафин и Хуан Мартин Дель Потро, а любимые спортивные команды ― «Реал Мадрид» и «Майами Хит».
Карен решил стать профессиональным игроком в 12 лет.
После того, как Хачанову исполнилось 15 лет, он переехал в хорватский Сплит, где тренировался под руководством Ведрана Мартича, бывшего тренера Горана Иванишевича. Позже Карен переехал в Барселону, где его тренировал Гало Бланко.

## Спортивная карьера

### Начало карьеры
В 2013 году на чемпионате Европы среди юниоров до 18 лет Хачанов выиграл золотую медаль в одиночных соревнованиях. В сентябре 2013 года в возрасте 17 лет и 157 дней он стал самым молодым российским теннисистом, дебютировавшим в туре АТП, сыграв на турнире в Санкт-Петербурге. В первом раунде ему удалось обыграть румына Виктора Ханеску. В октябре того же года на Кубке Кремля в Москве обыграл Янко Типсаревича (6:4, 6:4), занимавшего 27-ю позицию в мировом рейтинге, и прошёл в четвертьфинал, где уступил хорвату Иво Карловичу со счетом 4:6, 0:6. После этого он впервые представил сборную в Кубке Дэвиса, сыграв один матч в Евроафриканской зоне и одержав победу в матче против Дина О’Брайена.
В 2014 году награждён ежегодным призом «Русский кубок», вручаемом Федерацией тенниса России, в номинации «Юниор года». В августе 2014 года выиграл серебро в парном разряде (вместе с Андреем Рублёвым) на юношеских Олимпийских играх в Нанкине. В том же месяце он выиграл первый профессиональный титул на взрослом уровне, победив на турнире серии «фьючерс» на Тайване.
К лету 2015 года в активе Хачанова было пять побед на «фьючерсах» в одиночках и одна в парном разряде. В сентябре 2015 года впервые в карьере выиграл турнир серии «челленджер», победив в финале в Стамбуле на харде 60-ю ракетку мира Сергея Стаховского.

### 2016—2017 (первый титул в Мировом туре, попадание в топ-30)

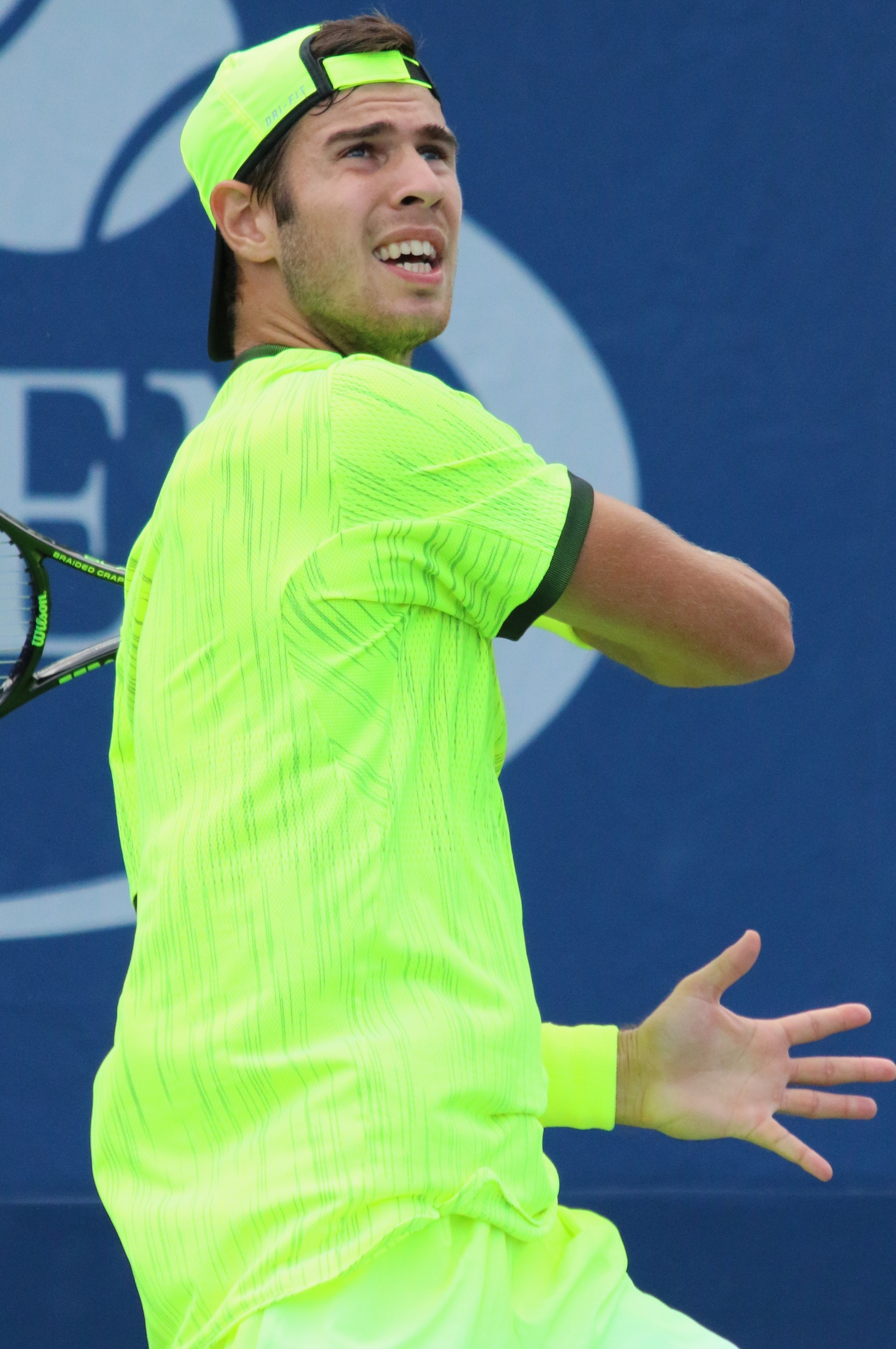
Хачанов на Открытом чемпионате США в 2016 году

В январе 2016 года на Открытом чемпионате Австралии был близок к первому в карьере попаданию в основную сетку турнира серии Большого шлема, но в решающем раунде квалификации уступил 35-летнему французу Стефану Роберу. В апреле Хачанов преодолел квалификацию на турнире серии ATP 500 в Барселоне, после чего обыграл в первом круге 59-ю ракетку мира Аляжа Бедене, а во втором круге сенсационно смог выиграть у 17-й ракетки мира Роберто Баутисты Агута (6:2, 6:7, 6:3). В третьем круге он уступил 30-й ракетке мира Александру Долгополову (4:6, 5:7). В мае выиграл свой второй «челленджер», победив в финале в Самарканде на грунте 38-летнего ветерана Рубена Рамиреса Идальго.
В июне, вскоре после своего 20-летия, впервые вошёл в топ-100 мирового рейтинга в одиночном разряде. В июле вышел в четвертьфинал турнира АТП в Кицбюэле. Открытый чемпионат США 2016 года стал первым в карьере Хачанова турниром Большого шлема, в котором он сыграл в основной сетке. Он попал туда, преодолев три раунда квалификации и смог выиграть матч первого раунда у Томаса Фаббиано. Во втором раунде россиянин проиграл № 7 в мире Кэю Нисикори, сумев выиграть один сет. 2 октября впервые выиграл турнир в рамках Мирового тура. В финале турнира в Чэнду обыграл 31-ю ракетку мира Альберта Рамоса со счётом 6:7(4), 7:6(3), 6:3. За свой успех он получил 250 очков и поднялся на 55-ю позицию в мужском рейтинге. В конце октября вышел в четвертьфинал зального турнира в Вене и завершил сезон на 53-й строчке одиночного рейтинга.
Новый сезон 2017 года начал как полноценный игрок топ-100 и по рейтингу попал на турниры в Дохе и Окленде, но в обоих проиграл на ранних стадиях. Впервые по рейтингу он напрямую попал в основную сетку Открытого чемпионата Австралии. В первом круге победил француза Адриана Маннарино, а во втором круге вышел на сеянного Джека Сока, которому проиграл в трёх сетах. Также вместе с соотечественником Андреем Кузнецовым принял участие в парном разряде, где проиграл во втором круге. В феврале Хачанов поднялся в топ-50. До апреля выбывал на ранних стадиях. Впервые преодолеть начальные раунды в сезоне в Мировом туре Хачанову удалось на турнире в Барселоне, где он вышел в четвертьфинал. В третьем раунде он впервые победил теннисиста из топ-10 мирового рейтинга, переиграв № 10 Давида Гоффена — 6:7(7), 6:3, 6:4. В мае вышел в четвертьфинал турнира в Лионе. На дебютном для себя в основе Открытом чемпионате Франции Хачанов смог выиграть три матча и пройти в четвёртый раунд, в котором он встретился с лидером мирового рейтинга Энди Марреем и проиграл ему в трёх сетах. Среди тех кого он обыграл на Ролан Гаррос, были № 14 в мире Томаш Бердых и № 22 Джон Изнер. Выступление на кортах Ролан Гаррос позволило Хачанову подняться в топ-40.
В июне 2017 года на травяном турнире в Халле доиграл до полуфинала, где встретился с многократным чемпионом турнира Роджером Федерером и уступил ему в двух сетах. На Уимблдонском турнире вышел в третий раунд, где не смог переиграть ещё одного титулованного теннисиста Рафаэля Надаля. В июле россиянин дважды выходил в четвертьфинал: на турнирах в Бостаде и Гамбурге, поднявшись затем на время в топ-30. На Открытом чемпионате США проиграл уже в первом раунде Лу Яньсюню. В конце сезона он принял участие в выставочном турнире АТП для теннисистов не старше 21 года. В своей группе он проиграл два матча (Даниилу Медведеву и Борна Чоричу) и выиграл у Джареда Дональдсона, по итогу не выйдя в плей-офф.

### 2018—2019 (победа на Мастерсе в Париже, попадание в топ-10, 1/4 на Ролан Гаррос)

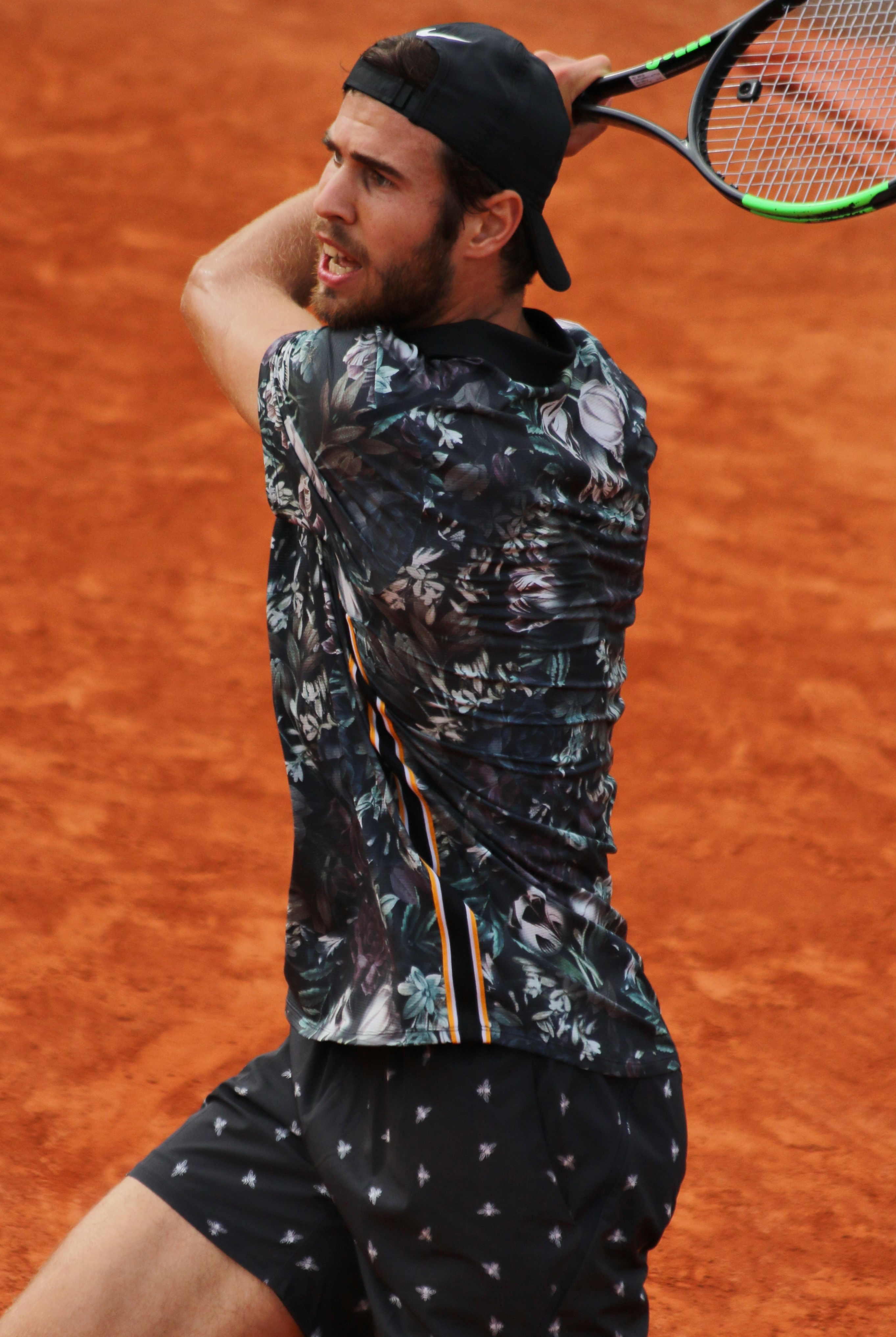
Хачанов на Открытом чемпионате Франции в 2019 году

На первом в сезоне 2018 года для себя турнире в Окленде дошёл до четвертьфинала, где уступил в двух сетах аргентинцу Хуану Мартину дель Потро. На Открытом чемпионате Австралии он вновь проиграл аргентинцу на стадии второго раунда. В начале февраля принял участие на турнире в Монпелье, где дошёл до четвертьфинала, уступив первому сеянному Давиду Гоффену из Бельгии. В конце месяца он смог выиграть второй титул в туре, став чемпионом турнира в Марселе. В решающем матче Хачанов обыграл Люку Пуя со счётом 7:5, 3:6, 7:5. В марте в парном розыгрыше турнира серии Мастерс в Майами в дуэте с Андреем Рублёвым Хачанов вышел в финал, где российская пара проиграла знаменитым парникам Бобу и Майку Брайанам со счётом 6:4, 6:7(5), [4:10].
На Открытом чемпионате Франции 2018 года Хачанов второй год подряд дошёл до четвёртого раунда, где проиграл в сложном матче, который длился 3 часа 29 минут, Александру Звереву (№ 3 в мировом рейтинге). В июне на траве в Халле он вышел в четвертьфинал, а на Уимблдонском турнире, как и во Франции, сыграл в четвёртом раунде, в котором проиграл Новаку Джоковичу. В августе Хачанов хорошо сыграл на Мастерсе в Торонто, пройдя в полуфинал. Путь в финал ему закрыл Рафаэль Надаль, имевший звание первой ракетки мира. Он проиграл испанскому теннисисту и на Открытом чемпионате США, встретившись с ним в третьем раунде.
В октябре 2018 года Хачанов выиграл домашний турнир АТП, Кубок Кремля в Москве. В финале он победил француза Адриана Маннарино — 6:2, 6:2. Это позволило Хачанову впервые подняться в топ-20. В конце октября — начале ноября принял участие в парижском Мастерсе, где, поочередно выбив из турнира Филипа Крайиновича, Мэттью Эбдена, Джона Изнера, Александра Зверева и Доминика Тима, вышел в финал. В решающем матче в двух сетах он обыграл вторую ракетку мира Новака Джоковича со счётом 7:5, 6:4 и, проиграв за турнир лишь один сет (Изнеру), завоевал четвёртый титул ATP. Это первая победа Хачанова в турнире серии «Мастерс». По ходу турнира он смог выбить сразу четырёх теннисистов из топ-10, хотя до этого за всю карьеру побеждал их три раза. Он стал первым за девять лет (с 2009 года) российским теннисистом, кому удалось победить на Мастерсе. Сезон 2018 года он завершил на 11-м месте рейтинга.
На Открытом чемпионате Австралии 2019 года дошёл до третьего круга, где проиграл Роберто Баутисте Агуту в трёх сетах. В начале февраля он выиграл обе свои встречи в Кубке Дэвиса против швейцарцев и помог сборной России квалифицироваться на финальную часть в конце года. В марте на Мастерсе в Индиан-Уэлсе дошёл до четвертьфинала, где проиграл испанцу Рафаэлю Надалю в двух сетах. На Открытом чемпионате Франции он дошёл до четвертьфинала, где проиграл будущему финалисту турнира Доминику Тиму. В четвёртом раунде Хачанов обыграл Хуана Мартина дель Потро. Выход в четвертьфинал в Париже стал для россиянина первым в карьере на турнирах Большого шлема и позволил в июне впервые войти в топ-10 одиночного рейтинга.
В июне 2019 года Хачанов вышел в четвертьфинал турнира в Халле. В июне он участвовал в Уимблдонском турнире, где дошёл до третьего раунда, но проиграл в трёх сетах испанцу Роберто Баутиста Агуту. В августе на Мастерсе в Монреале Хачанов в 1/4 финала обыграл № 7 в мире Александра Зверева и дошёл до полуфинала, в котором проиграл соотечественнику Даниилу Медведеву. На Мастерсе в Цинциннати он проиграл в матче третьего круга французу Люке Пую. На Открытом чемпионате США Хачанов проиграл в первом раунде канадцу Вашеку Поспишилу в пяти сетах (6:4, 5:7, 5:7, 6:4, 3:6).
На турнире в Пекине Хачанов дошёл до полуфинала, но, подавая на матч, всё же уступил австрийцу Доминику Тиму — 6:2, 6:7(5), 5:7. В октябре Хачанов вышел в четвертьфинал на турнирах в Москве и Вене. На Мастерсе в Париже в парном разряде Хачанов с Андреем Рублёвым смогли дойти до финала, в котором россияне проиграли французам Николя Маю и Пьеру-Югу Эрберу — 4:6, 1:6. В одиночном разряде в Париже он проиграл в первом же матче Яну-Леннарду Штруффу и потерял много очков за прошлогоднюю победу, опустившись с 8-й на 17-ю строчку мирового рейтинга. В конце сезона Хачанов выступил в составе сборной России в решающем турнире Кубка Дэвиса и добрался со своей командой до полуфинала.

### 2020—2021 (1/4 на Уимблдоне, серебро на Олимпиаде и победа в Кубке Дэвиса)

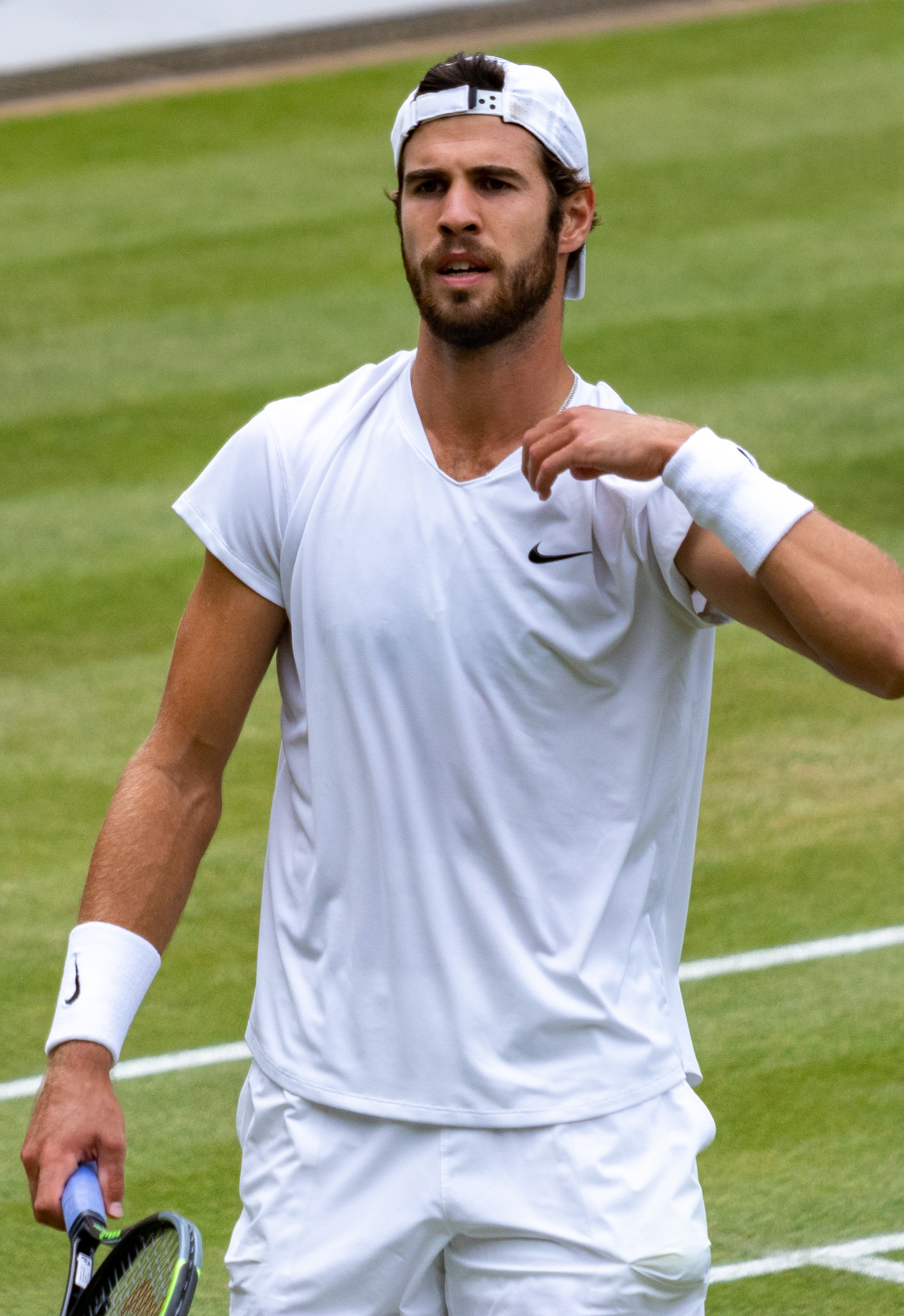
Хачанов на Уимблдоне в 2021 году

Сезон 2020 Хачанов начал с выступления на новом командном турнире Кубок ATP. В составе команды России он смог преодолеть групповой этап и пройти до полуфинала. На Открытом чемпионате Австралии во втором круге обыграл Микаэля Имера из Швеции со счётом 6:2, 2:6, 6:4, 3:6. 7:6(8). В третьем раунде в ещё одном пятисетовом матче, который продолжался 4 часа 26 минут, Хачанов уступил Нику Кирьосу — 2:6, 6:7(5), 7:6(6), 7:6(7), 6:7(8). В феврале на турнире в Дубае вышел в четвертфьинал, проиграв в нём Новаку Джоковичу.
После перерыва в сезоне на Открытом чемпионате США Хачанов в первом круге сумел переиграть в пяти сетах молодого итальянца Янника Синнера — 3:6, 6:7(7), 6:2, 6:0, 7:6(4). Во втором круге Хачанов уверенно переиграл соотечественника Андрея Кузнецова (6:3, 6:4, 6:1), а в третьем уступил австралийцу Алексу де Минору (4:6, 6:0, 6:4, 3:6, 1:6). На Открытом чемпионате Франции, который проходил осенью из-за пандемии COVID-19, Хачанов дошёл до четвёртого раунда, где уступил первой ракетке мира Новаку Джоковичу со счётом 4:6, 3:6, 3:6. До конца сезона он дважды выходил в четвертьфинал на турнирах в Санкт-Петербурге и Антверпене. Третий год подряд Хачанов смог финишировать в топ-20 по итогам сезона.
В феврале 2021 года, перед стартом Открытого чемпионата Австралии Хачанов дошёл до полуфинала на турнире серии ATP 250 в Мельбурне, где уступил итальянцу Яннику Синнеру со счётом 6:7(4), 6:4, 6:7(4). На самом же Открытом чемпионате Австралии в третьем круге уступил 10-й ракетке мира Маттео Берреттини на трёх тай-брейках. Вплоть до майского турнира ATP 250 в Лионе Хачанов сумел только раз выиграть более одного матча на турнире (в марте на турнире в Роттердаме). В Лионе на грунте он дошёл до полуфинала, где был разгромлен Кэмероном Норри (1:6, 1:6). На Открытом чемпионате Франции Хачанов во втором круге проиграл Кэю Нисикори (6:4, 2:6, 6:2, 4:6, 4:6).
На Уимблдоне сумел добраться до 1/4 финала, в матче четвёртого круга, обыграв почти за 4 часа Себастьяна Корду со счётом 3:6. 6:4, 6:3, 5:7, 10:8. При этом в пятом сете теннисисты на двоих сделали 13 брейков. В четвертьфинале в упорном матче Хачанов уступил Денису Шаповалову из Канады (4:6, 6:3, 7:5, 1:6, 4:6). Главным достижением сезона 2021 года для Хачанова стало выступление на Олимпийских играх в Токио. В одиночном разряде он сумел достаточно неожиданно дойти до финала, будучи посеянным только 12-м. До решающего матча он не встретился ни с одним игроком из топ-10 рейтинга. В финале Хачанов не сумел навязать борьбу пятой ракетке мира Александру Звереву (3:6, 1:6) и стал серебряным призёром Олимпийских игр. Последний раз россиянин играл в финале олимпийского турнира в мужском одиночном разряде в 2000 году, когда чемпионом в Сиднее стал Евгений Кафельников.
| Стадия     | Соперник (посев)         | Рейтинг | Счёт           |
| 1 раунд    | Ёсихито Нисиока          | 57      | 3-6 6-1 6-2    |
| 2 раунд    | Джеймс Дакворт           | 77      | 7-5 6-1        |
| 3 раунд    | Диего Шварцман (8)       | 13      | 6-1 2-6 6-1    |
| 1/4 финала | Уго Умбер (14)           | 28      | 7-6(4) 4-6 6-3 |
| 1/2 финала | Пабло Карреньо Буста (6) | 11      | 6-3 6-3        |
| Финал      | Александр Зверев (4)     | 5       | 3-6 1-6        |

На Мастерсе в Торонто 2021 года Хачанов обыграл Кэмерона Норри и Аслана Карацева, но затем уступил Стефаносу Циципасу (3:6, 2:6). На Открытом чемпионате США уже в первом круге проиграл южноафриканцу Ллойду Харрису в пяти сетах (4:6, 6:1, 6:4, 3:6, 2:6). Таким образом, на третьем турнире Большого шлема подряд Хачанов проиграл матч, в котором вёл 2-1 по сетам. В октябре он доиграл до четвёртого раунда на Мастерсе в Индиан-Уэлсе, а на Кубке Кремля дошёл до полуфинала, но на этот раз уступив будущему чемпиону Аслану Карацеву со счётом 6:7(7), 1:6. В концовке сезона Хачанов стал обладателем Кубка Дэвиса в составе сборной. Он не являлся основным игроком и сыграл один парный матч в полуфинале против Германии, который уже не влиял на результат, так как россияне ранее обеспечили себе выход в финал.

### 2022—2023 (полуфиналы в США и Австралии, возвращение в топ-10)

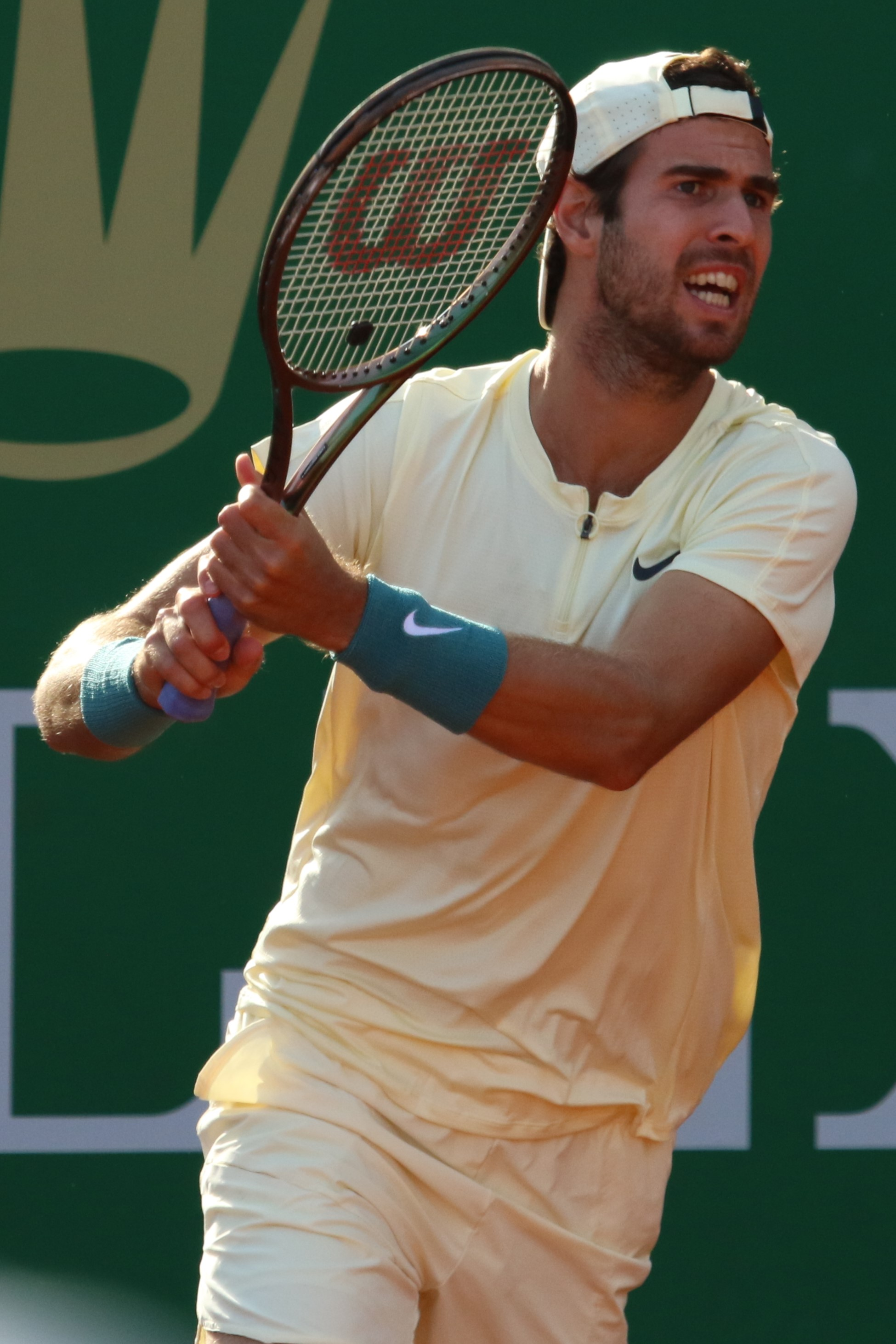
На Мастерсе в Монте-Карло в 2023 году

На первом же турнире сезона 2022 года в Аделаиде впервые с 2018 года дошёл до финала на турнирах ATP (не считая Олимпийские игры в Токио). В финале турнира ATP 250 Хачанов уступил французскому ветерану Гаэлю Монфису (4-6, 4-6). Затем на втором турнире в Аделаиде он доиграл до четвертьфинала. На Открытом чемпионате Австралии Хачанов был посеян под 28-м номером и в третьем круге уступил пятой ракетке мира Рафаэлю Надалю (3-6, 2-6, 6-3, 1-6), который затем выиграл турнир. В феврале он дошёл до полуфинала турнира ATP 250 в Дохе, где проиграл 16-й ракетке мира Роберто Баутисте Агуту (6-2, 3-6, 5-7). В первой половине весны на турнирах серии Мастерс в Индиан-Уэлсе, Майами и Монте-Карло проигрывал в первых же матчах. В апреле смог выйти в полуфинал турнира в Белграде. На Открытом чемпионате Франции Хачанов пятый раз в карьере дошёл до четвёртого круга, где проиграл 19-летнему Карлосу Алькарасу (1-6, 4-6, 4-6).
В июне 2022 года Хачанов сыграл в четвертьфинале турниров в Хертогенбосе и Халле. До Уимблдонского турнира игроки с российским гражданством допущены не были по решению организаторов в связи со вторжением России на Украину в феврале 2022 года. В июле он вышел в четвертьфинал турнира в Гамбурге, где вновь уступил Алькарасу. На Открытом чемпионате США был посеян под 27-м номером и впервые в карьере вышел в полуфинал турнира Большого шлема. В четвёртом круге Хачанов в пяти сетах победил 15-ю ракетку мира Пабло Карреньо Бусту (4-6, 6-3, 6-1, 4-6, 6-3), а затем за 3 часа и 41 минуту победил Ника Кирьоса также в пяти сетах — 7-5, 4-6, 7-5, 6-7(3), 6-4. В этом матче Хачанов сделал 30 эйсов, на что Кирьос ответил 31 подачей навылет. В полуфинале Хачанов в четырёх сетах проиграл седьмой ракетке мира Касперу Рууду. За турнир Хачанов заработал 705 тысяч долларов призовых.
На осенних турнирах 2022 года ни разу не проходил далее четвертьфинала. Пятый сезон подряд Хачанов завершил сезон в топ-30 мирового рейтинга, заняв 20-ю позицию.
На двух первых турнирах для себя в 2023 году, которые прошли в Аделаиде, Хачанов доигрывал до четвертьфиналов. На Открытом чемпионате Австралии Хачанов второй раз подряд дошёл до полуфинала турнира Большого шлема. Стал единственным из полуфиналистов предыдущего Открытого чемпионата США 2022 года, кто дошёл до полуфинала и в Австралии. Карен, посеянный 18-м, в пяти матчах до полуфинала проиграл два сета. В полуфинале Хачанов уступил четвёртой ракетке мира Стефаносу Циципасу со счётом 6-7(2), 4-6, 7-6(6), 3-6. Хачанов сумел отыграть подачу на матч в третьем сете, а затем взять его на тай-брейке, но всё же затем проиграл четвёртый сет. После матча Хачанов заявил, что гордится своей игрой на турнире. За турнир Хачанов заработал 925 тысяч австралийских долларов призовых. По итогам турнира Хачанов впервые с марта 2020 года вошёл в топ-15 мирового рейтинга, поднявшись на 13-ю строчку. В конце марта Хачанов смог выйти в полуфинал Мастерса в Майами, где в четвёртом раунде обыграл № 3 в мире Стефаноса Циципаса (7-6, 6-4), а в 1/4 финала аргентинца Франсиско Серундоло (6-3, 6-2). В борьбе за выход в финал он уступил соотечественнику Даниилу Медведеву (6-7, 6-3, 3-6).
В мае 2023 года на Мастерсе в Мадриде Хачанов вышел в четвертьфинал, обыграв для этого № 6 в мире Андрея Рублёва. В парном разряде Рублёв и Хачанов сыграли вместе и смогли выиграть главный приз. Это первый парный титул Хачанова в карьере на турнирах основного тура. На Ролан Гаррос Хачанов оформил третий подряд выход в четвертьфинал Большого шлема. Он стал единственным теннисистом, который дошёл до второй недели на трёх последних Больших шлемах. Однако пройти вновь в полуфинал ему не удалось, в четырёх сетах россиянин проиграл Новаку Джоковичу. После турнира Хачанов на неделю смог вернуться в первую десятку рейтинга.
Далее Хачанов пропустил Уимблдон и ряд турниров из-за перелома крестцовой кости, полученного на Ролан Гаррос. Вернулся он в августе на Мастерсе в Цинциннати, где сыграл только в парном разряде. На Открытом чемпионате США он провёл первый одиночный матч с Ролан Гаррос, проиграв в нём американцу Майклу Ммо в трёх сетах. 26 сентября Хачанов выиграл турнир ATP 250 в китайском Чжухае, обыграв в двух сетях японца Ёсихито Нисиоку. В конце октябре вышел в четвертьфинал турнира в Вене, а затем до той же стадии дошёл на Мастерсе в Париже и на турнире в Меце. Даже с учётом пропусков из-за травмы, Хачанов смог завершить сезон в топ-20, заняв 15-ю позицию.

### 2024 год
На Открытом чемпионате Австралии 2024 года Хачанов дошёл до четвёртого раунда, где уступил будущему чемпиону Яннику Синнеру.
В феврале на зальном турнире в Марселе смог выйти в полуфинал, где проиграл Григору Димитрову на тай-брейке третьего сета. 24 февраля выиграл турнир ATP 250 в Дохе, обыграв в финале чеха Якуба Меншика со счётом 7-6(12), 6-4. Примечательно, что в полуфинале против Алексея Попырина также выиграл первый сет на тай-брейке со счётом 14-12. В марте на Мастерсе в Майами вышел в четвёртый раунд. В апреле он вышел в 1/4 финала на Мастерсе в Монте-Карло, где в третьем раунде смог нанести поражение № 4 в мире Даниилу Медведеву (6-3, 7-5).
На Мастерсах в Мадриде и Риме его результатом стал выход в четвёртый раунд.
На Открытом чемпионате Франции Хачанов проиграл во втором раунде 145-й ракетке словаку Йозефу Ковалику, хотя вёл 2-0 по сетам — 6-4, 6-4, 4-6, 3-6, 4-6.
В июне совместно с Тейлором Фрицом удалось выйти в парный финал травяного турнира в Лондоне. На Уимблдоне проиграл во втором раунде 220-й ракетке мира французу Кантену Алису в пяти сетах, хотя вёл 2-1 по сетам — 6-4, 3-6, 6-3, 3-6, 4-6.
На Открытом чемпионате США в первом круге проиграл 184-й ракетке мира 34-летнему Дэниелу Эвансу по счётом 7-6(6), 6-7(2), 6-7(4), 6-4, 4-6. Во втором сете Хачанов не подал на сет, а в третьем не реализовал сетбол на приёме. В пятом сете Хачанов вёл 4-0 и 40-15 на подаче Эванса, имел в сумме 4 брейкпойнта в этом гейме, но проиграл 6 геймов подряд. Матч продолжался 5 часов и 35 минут, это стало рекордом в истории Открытого чемпионата США в Открытой эре. Ранее самый долгий матч сыграли Стефан Эдберг и Майкл Чанг в полуфинале 1992 года (5 часов и 26 минут).
19 октября Хачанов одолел австралийца Александра Вукича со счётом 6-7, 6-3, 6-4 и впервые пробился в финал турнира в Алма-Ате. В решающем матче он одолел Габриэля Диалло из Канады (6-2, 5-7, 6-3) и завоевал свой седьмой одиночный титул в Туре.

## Рейтинг на конец года
| Год  | Одиночный рейтинг | Парный рейтинг |
| ---- | ----------------- | -------------- |
| 2024 | 19                | 142            |
| 2023 | 15                | 58             |
| 2022 | 20                | 239            |
| 2021 | 29                | 172            |
| 2020 | 20                | 80             |
| 2019 | 17                | 86             |
| 2018 | 11                | 112            |
| 2017 | 45                | 121            |
| 2016 | 53                | 364            |
| 2015 | 152               | 551            |
| 2014 | 372               | 400            |
| 2013 | 451               | —              |

## Выступления на турнирах

### Финалы олимпийских турниров в одиночном разряде (1)

#### Поражения (1)
| №  | Год  | Турнир        | Покрытие | Соперник в финале | Счет    |
| 1. | 2021 | Токио, Япония | Хард     | Александр Зверев  | 3-6 1-6 |

### Финалы турнировATPв одиночном разряде (10)

#### Победы (7)
| Легенда                     |
| --------------------------- |
| Турниры Большого шлема (0)* |
| Итоговый турнир ATP (0)     |
| Олимпиада (0)               |
| Мастерс (1+1)*              |
| АТР 500 (0)                 |
| АТР 250 (6)                 |

| Титулы по покрытиям | Титулы по месту проведения матчей турнира |
| ------------------- | ----------------------------------------- |
| Хард (7)            | Зал (4)                                   |
| Грунт (0+1)*        | Зал (4)                                   |
| Трава (0)           | Открытый воздух (3+1)*                    |
| Ковёр (0)           | Открытый воздух (3+1)*                    |

* количество побед в одиночном разряде + количество побед в парном разряде.
| №  | Дата             | Турнир              | Покрытие   | Соперник в финале | Счёт              |
| 1. | 2 октября 2016   | Чэнду, Китай        | Хард       | Альберт Рамос     | 6-7(4) 7-6(3) 6-3 |
| 2. | 25 февраля 2018  | Марсель, Франция    | Хард (зал) | Люка Пуй          | 7-5 3-6 7-5       |
| 3. | 21 октября 2018  | Москва, Россия      | Хард (зал) | Адриан Маннарино  | 6-2 6-2           |
| 4. | 4 ноября 2018    | Париж, Франция      | Хард (зал) | Новак Джокович    | 7-5 6-4           |
| 5  | 26 сентября 2023 | Чжухай, Китай       | Хард       | Ёсихито Нисиока   | 7-6(2) 6-1        |
| 6. | 24 февраля 2024  | Доха, Катар         | Хард       | Якуб Меншик       | 7-6(12) 6-4       |
| 7. | 20 октября 2024  | Алма-Ата, Казахстан | Хард (зал) | Габриэль Диалло   | 6-2 5-7 6-3       |

#### Поражения (3)
| №  | Дата            | Турнир                  | Покрытие   | Соперник в финале | Счёт    |
| 1. | 1 августа 2021  | Олимпиада               | Хард       | Александр Зверев  | 3-6 1-6 |
| 2. | 9 января 2022   | Аделаида (I), Австралия | Хард       | Гаэль Монфис      | 4-6 4-6 |
| 3. | 27 октября 2024 | Вена, Австрия           | Хард (зал) | Джек Дрейпер      | 4-6 5-7 |

### Финалы челленджеров и фьючерсов в одиночном разряде (8)

#### Победы (7)
| Условные обозначения |
| Челленджеры (2)      |
| Фьючерсы (5+1)*      |

| Титулы по покрытиям | Титулы по месту проведения матчей турнира |
| ------------------- | ----------------------------------------- |
| Хард (6+1)*         | Зал (3+1)                                 |
| Грунт (1)           | Зал (3+1)                                 |
| Трава (0)           | Открытый воздух (4)                       |
| Ковёр (0)           | Открытый воздух (4)                       |

* количество побед в одиночном разряде + количество побед в парном разряде.
| №  | Дата             | Турнир                | Покрытие   | Соперник в финале     | Счёт           |
| 1. | 31 августа 2014  | Гаосюн, Тайвань       | Хард       | Срирам Баладжи        | 6-7(4) 6-4 6-3 |
| 2. | 14 сентября 2014 | Мюлуз, Франция        | Хард (зал) | Давид Гес             | 6-2 6-0        |
| 3. | 8 марта 2015     | Лилль, Франция        | Хард (зал) | Руди Коко             | 6-1 6-4        |
| 4. | 15 марта 2015    | Бальма, Франция       | Хард (зал) | Фабьен Ребуль         | 6-4 6-1        |
| 5. | 18 апреля 2015   | Бухара, Узбекистан    | Хард       | Дмитрий Жирмонт       | 7-5 4-6 6-3    |
| 6. | 20 сентября 2015 | Стамбул, Турция       | Хард       | Сергей Стаховский     | 4-6 6-4 6-3    |
| 7. | 14 мая 2016      | Самарканд, Узбекистан | Грунт      | Рубен Рамирес Идальго | 6-1 6-7(6) 6-1 |

#### Поражения (1)
| №  | Дата          | Турнир            | Покрытие   | Соперник в финале | Счёт                 |
| 1. | 13 марта 2016 | Йёнчёпинг, Швеция | Хард (зал) | Андрей Голубев    | 7-6(9) 6-7(5) 6-7(4) |

### Финалы турнировATPв парном разряде (5)

#### Победа (1)
| №  | Дата       | Турнир          | Покрытие | Партнёр       | Соперники в финале         | Счёт           |
| 1. | 6 мая 2023 | Мадрид, Испания | Грунт    | Андрей Рублёв | Рохан Бопанна Мэттью Эбден | 6-3 3-6 [10-3] |

#### Поражения (4)
| №  | Дата          | Турнир                 | Покрытие   | Партнёр       | Соперники в финале        | Счёт              |
| 1. | 31 марта 2018 | Майами, США            | Хард       | Андрей Рублёв | Боб Брайан Майк Брайан    | 6-4 6-7(5) [4-10] |
| 2. | 3 ноября 2019 | Париж, Франция         | Хард (зал) | Андрей Рублёв | Николя Маю Пьер-Юг Эрбер  | 4-6 1-6           |
| 3. | 23 июня 2024  | Лондон, Великобритания | Трава      | Тейлор Фриц   | Майкл Винус Нил Скупски   | 6-4 6-7(5) [8-10] |
| 4. | 5 января 2025 | Гонконг                | Хард       | Андрей Рублёв | Сандер Арендс Люк Джонсон | 5-7 6-4 [7-10]    |

### Финалы челленджеров и фьючерсов в парном разряде (3)

#### Победы (1)
| №  | Дата             | Турнир         | Покрытие   | Партнёр         | Соперники в финале       | Счёт              |
| 1. | 12 сентября 2014 | Мюлуз, Франция | Хард (зал) | Даниил Медведев | Эли Руссе Оливье Шарруэн | 7-6(5) 4-6 [10-7] |

#### Поражения (2)
| №  | Дата           | Турнир             | Покрытие   | Партнёр         | Соперники в финале              | Счёт              |
| 1. | 18 января 2014 | Штутгарт, Германия | Хард (зал) | Денис Мацукевич | Ханнес Вагнер Кевин Кравиц      | 6-4 3-6 [7-10]    |
| 2. | 23 января 2015 | Астана, Казахстан  | Хард (зал) | Михаил Елгин    | Андрей Василевский Ярослав Шило | 6-3 6-7(2) [4-10] |

### Финалы командных турниров (1)

#### Победы (1)
| №  | Год  | Турнир       | Команда                                                      | Соперник в финале                                         | Счёт |
| 1. | 2021 | Кубок Дэвиса | Россия Е.Донской, А.Карацев, Д.Медведев, А.Рублёв, К.Хачанов | Хорватия Б.Гойо, Н.Мектич, М.Павич, Н.Сердарушич, М.Чилич | 2—0  |

## История выступлений на турнирах
По состоянию на 9 июня 2025 года
Для того, чтобы предотвратить неразбериху и удваивание счета, информация в этой таблице корректируется только по окончании турнира или по окончании участия там данного игрока.
| Турнир                       | 2014          | 2015          | 2016  | 2017          | 2018          | 2019          | 2020          | 2021          | 2022          | 2023          | 2024  | 2025  | Итог   | В/П за карьеру |
| ---------------------------- | ------------- | ------------- | ----- | ------------- | ------------- | ------------- | ------------- | ------------- | ------------- | ------------- | ----- | ----- | ------ | -------------- |
| Турниры Большого шлема       |               |               |       |               |               |               |               |               |               |               |       |       |        |                |
| Открытый чемпионат Австралии | -             | -             | К3    | 2Р            | 2Р            | 3Р            | 3Р            | 3Р            | 3Р            | 1/2           | 4Р    | 3Р    | 0 / 9  | 20-9           |
| Открытый чемпионат Франции   | -             | -             | К2    | 4Р            | 4Р            | 1/4           | 4Р            | 2Р            | 4Р            | 1/4           | 2Р    | 3Р    | 0 / 9  | 24-9           |
| Уимблдонский турнир          | -             | К1            | К3    | 3Р            | 4Р            | 3Р            | НП            | 1/4           | -             | -             | 2Р    | 1/4   | 0 / 6  | 16-6           |
| Открытый чемпионат США       | -             | К2            | 2Р    | 1Р            | 3Р            | 1Р            | 3Р            | 1Р            | 1/2           | 1Р            | 1Р    |       | 0 / 9  | 10-9           |
| Итог                         | 0 / 0         | 0 / 0         | 0 / 1 | 0 / 4         | 0 / 4         | 0 / 4         | 0 / 3         | 0 / 4         | 0 / 3         | 0 / 3         | 0 / 4 | 0 / 2 | 0 / 32 |                |
| В/П в сезоне                 | 0-0           | 0-0           | 1-1   | 6-4           | 9-4           | 8-4           | 7-3           | 7-4           | 10-3          | 9-3           | 5-4   | 4-2   |        | 66-32          |
| Олимпийские игры             |               |               |       |               |               |               |               |               |               |               |       |       |        |                |
| Летняя Олимпиада             | Не проводился | Не проводился | -     | Не проводился | Не проводился | Не проводился | Не проводился | II            | Не проводился | Не проводился | -     | НП    | 0 / 1  | 5-1            |
| Турниры Мастерс              |               |               |       |               |               |               |               |               |               |               |       |       |        |                |
| Индиан-Уэлс                  | -             | -             | -     | 2Р            | 1Р            | 1/4           | НП            | 4Р            | 2Р            | 3Р            | 2Р    | 3Р    | 0 / 8  | 8-8            |
| Майами                       | 1Р            | -             | -     | 1Р            | 3Р            | 2Р            | НП            | 3Р            | 2Р            | 1/2           | 4Р    | 3Р    | 0 / 9  | 9-9            |
| Монте-Карло                  | -             | -             | К1    | 2Р            | 3Р            | 2Р            | НП            | 2Р            | 1Р            | 3Р            | 1/4   | 1Р    | 0 / 8  | 9-8            |
| Мадрид                       | -             | -             | -     | 1Р            | 1Р            | 2Р            | НП            | 1Р            | 1Р            | 1/4           | 4Р    | 3Р    | 0 / 8  | 7-8            |
| Рим                          | -             | -             | -     | -             | 1Р            | 3Р            | 1Р            | 1Р            | 3Р            | 2Р            | 4Р    | 4Р    | 0 / 8  | 8-8            |
| Монреаль/Торонто             | -             | -             | -     | 1Р            | 1/2           | 1/2           | НП            | 3Р            | 2Р            | -             | 2Р    |       | 0 / 6  | 11-6           |
| Цинциннати                   | -             | -             | -     | 3Р            | 3Р            | 3Р            | 3Р            | 2Р            | 1Р            | -             | 2Р    |       | 0 / 7  | 9-7            |
| Шанхай                       | -             | -             | К1    | 1Р            | 2Р            | 3Р            | Не проводился | Не проводился | Не проводился | 3Р            | 2Р    |       | 0 / 5  | 3-5            |
| Париж                        | -             | -             | -     | 1Р            | П             | 2Р            | 1Р            | 2Р            | 3Р            | 1/4           | 1/2   |       | 1 / 8  | 16-7           |
| Статистика за карьеру        |               |               |       |               |               |               |               |               |               |               |       |       |        |                |
| Проведено финалов            | 0             | 0             | 1     | 0             | 3             | 0             | 0             | 1             | 1             | 1             | 3     | 0     |        | 10             |
| Выиграно турниров АТП        | 0             | 0             | 1     | 0             | 3             | 0             | 0             | 0             | 0             | 1             | 2     | 0     |        | 7              |
| В/П: всего                   | 0-3           | 0-1           | 13-9  | 26-31         | 46-22         | 30-29         | 20-15         | 35-24         | 36-25         | 34-18         | 37-22 | 14-13 |        | 295-214        |
| Σ % побед                    | 0 %           | 0 %           | 59 %  | 46 %          | 68 %          | 51 %          | 57 %          | 59 %          | 59 %          | 65 %          | 63 %  | 52 %  |        | 58 %           |

К — проигрыш в квалификационном турнире.

## Победы над теннисистами из топ-10
По состоянию на 9 июня 2025 года
| Сезон | 2013 | 2014 | 2015 | 2016 | 2017 | 2018 | 2019 | 2020 | 2021 | 2022 | 2023 | 2024 | Всего |
| Побед | 0    | 0    | 0    | 0    | 2    | 5    | 3    | 0    | 0    | 0    | 2    | 3    | 15    |

| №    | Игрок                  | Рейтинг | Турнир                     | Покрытие   | Этап       | Счёт                | Рейтинг Хачанова |
| ---- | ---------------------- | ------- | -------------------------- | ---------- | ---------- | ------------------- | ---------------- |
| 2017 |                        |         |                            |            |            |                     |                  |
| 1.   | Давид Гоффен           | 10      | Барселона, Испания         | Грунт      | 3-й раунд  | 6-7(7), 6-3, 6-4    | 56               |
| 2.   | Кэй Нисикори           | 9       | Халле, Германия            | Трава      | 2-й раунд  | 3-2 - отказ         | 38               |
| 2018 |                        |         |                            |            |            |                     |                  |
| 3.   | Джон Изнер             | 9       | Торонто, Канада            | Хард       | 3-й раунд  | 7-6(5), 7-6(1)      | 38               |
| 4.   | Джон Изнер             | 9       | Париж, Франция             | Хард (зал) | 3-й раунд  | 6-4, 6-7(9), 7-6(8) | 18               |
| 5.   | Александр Зверев       | 5       | Париж, Франция             | Хард (зал) | 1/4 финала | 6-1, 6-2            | 18               |
| 6.   | Доминик Тим            | 8       | Париж, Франция             | Хард (зал) | 1/2 финала | 6-4, 6-1            | 18               |
| 7.   | Новак Джокович         | 2       | Париж, Франция             | Хард (зал) | Финал      | 7-5, 6-4            | 18               |
| 2019 |                        |         |                            |            |            |                     |                  |
| 8.   | Джон Изнер             | 9       | Индиан-Уэллc, США          | Хард       | 4-й раунд  | 6-4, 7-6(1)         | 13               |
| 9.   | Хуан Мартин дель Потро | 9       | Открытый чемпионат Франции | Грунт      | 4-й раунд  | 7-5, 6-3, 3-6, 6-3  | 11               |
| 10.  | Александр Зверев       | 7       | Торонто, Канада            | Хард       | 1/4 финала | 6-3, 6-3            | 8                |
| 2023 |                        |         |                            |            |            |                     |                  |
| 11.  | Стефанос Циципас       | 3       | Майами, США                | Хард       | 4-й раунд  | 7–6(4), 6–4         | 16               |
| 12.  | Андрей Рублёв          | 6       | Мадрид, Испания            | Грунт      | 4-й раунд  | 7–6(8), 6–4         | 12               |
| 2024 |                        |         |                            |            |            |                     |                  |
| 13.  | Даниил Медведев        | 4       | Монте-Карло, Монако        | Грунт      | 3-й раунд  | 6-3, 7-5            | 17               |
| 14.  | Алекс де Минор         | 10      | Вена, Австрия              | Хард (зал) | 1/2 финала | 6-2, 6-4            | 24               |
| 15.  | Григор Димитров        | 9       | Париж, Франция             | Хард (зал) | 1/4 финала | 6-2, 6-3            | 21               |

## Награды
- Заслуженный мастер спорта России (2021)[30].
- Медаль ордена «За заслуги перед Отечеством» I степени (11 августа 2021 года) — за большой вклад в развитие отечественного спорта, высокие спортивные достижения, волю к победе, стойкость и целеустремленность, проявленные на Играх XXXII Олимпиады 2020 года в городе Токио (Япония)[31].